# Дассель
Да́ссель (нем. Dassel) — город в Германии, в земле Нижняя Саксония.
Входит в состав района Нортхайм. Население составляет 10 201 человек (на 31 декабря 2010 года). Занимает площадь 113 км². Официальный код — 03 1 55 003.
Город подразделяется на 18 городских районов.
| Год  | Население |
| ---- | --------- |
| 1990 | 11 575    |
| 1995 | 11 826    |
| 2000 | 11 728    |
| 2005 | 11 234    |
| 2010 | 10 392    |